# کفشک لکه‌دار
کفشک لکه‌دار (نام علمی: Limanda punctatissima) نام یک گونه از تیره کفشک‌ماهیان راست‌روی است.